# Drie miniaturen voor klarinet en piano
De Drie Miniaturen voor klarinet en piano componeerde Krzysztof Penderecki in 1956 toen hij nog studeerde aan de Muziek Akademie in Krakau. De klarinet was destijds kennelijk populair in Polen, want de andere Poolse componist van die tijd Witold Lutosławski had toen net zijn Danspreludes gecomponeerd. In de drie miniaturen is nog geen spoor te bekennen van de latere klankexperimenten van zowel Penderecki als Lutoslawski. De drie delen zijn:
- (1) Allegro
- (2) Andante cantabile
- (3) Allegro ma non troppo.

Penderecki heeft altijd een zwak gehouden voor de klarinet, blijkend uit:
- een klarinetconcert
- een klarinetkwartet
- een prelude en een
- een sextet waarin een klarinetpartij.

## Bron en discografie
- Uitgave Naxos;